# Ptychadena mapacha
Espèce
Statut de conservation UICN

 DD  : Données insuffisantes
Ptychadena mapacha est une espèce d'amphibiens de la famille des Ptychadenidae.

## Répartition
Cette espèce est endémique de l'Est de la bande de Caprivi en Namibie. Elle se rencontre dans les environs de Katima Mulilo. Sa présence est incertaine dans le sud-est de l'Angola, dans le nord du Botswana et dans le sud-ouest de la Zambie,.

## Publication originale
- Channing, 1993 : A new grass frog from Namibia. South African Journal of Zoology, vol. 28, no 3, p. 142-145 (texte intégral).